# Club Mutual Crucero del Norte
El Club Mutual Crucero del Norte és un club de futbol argentí de la ciutat de Posadas a la província de Misiones. El club fou fundat el 19 de juliol de 1989.